# Stazione di Torremezzo di Falconara
La stazione di Torremezzo di Falconara è una stazione ferroviaria posta sulla linea Battipaglia-Reggio Calabria. Serve il centro abitato di Torremezzo di Falconara Albanese.

## Strutture e impianti
La stazione dispone di 2 binari. Le banchine laterali, sono accessibili attraverso due scale poste ai due lati della stazione.

## Movimento
La stazione era servita dai treni della relazione lenta Paola - Reggio Calabria Centrale. Al momento è senza traffico.

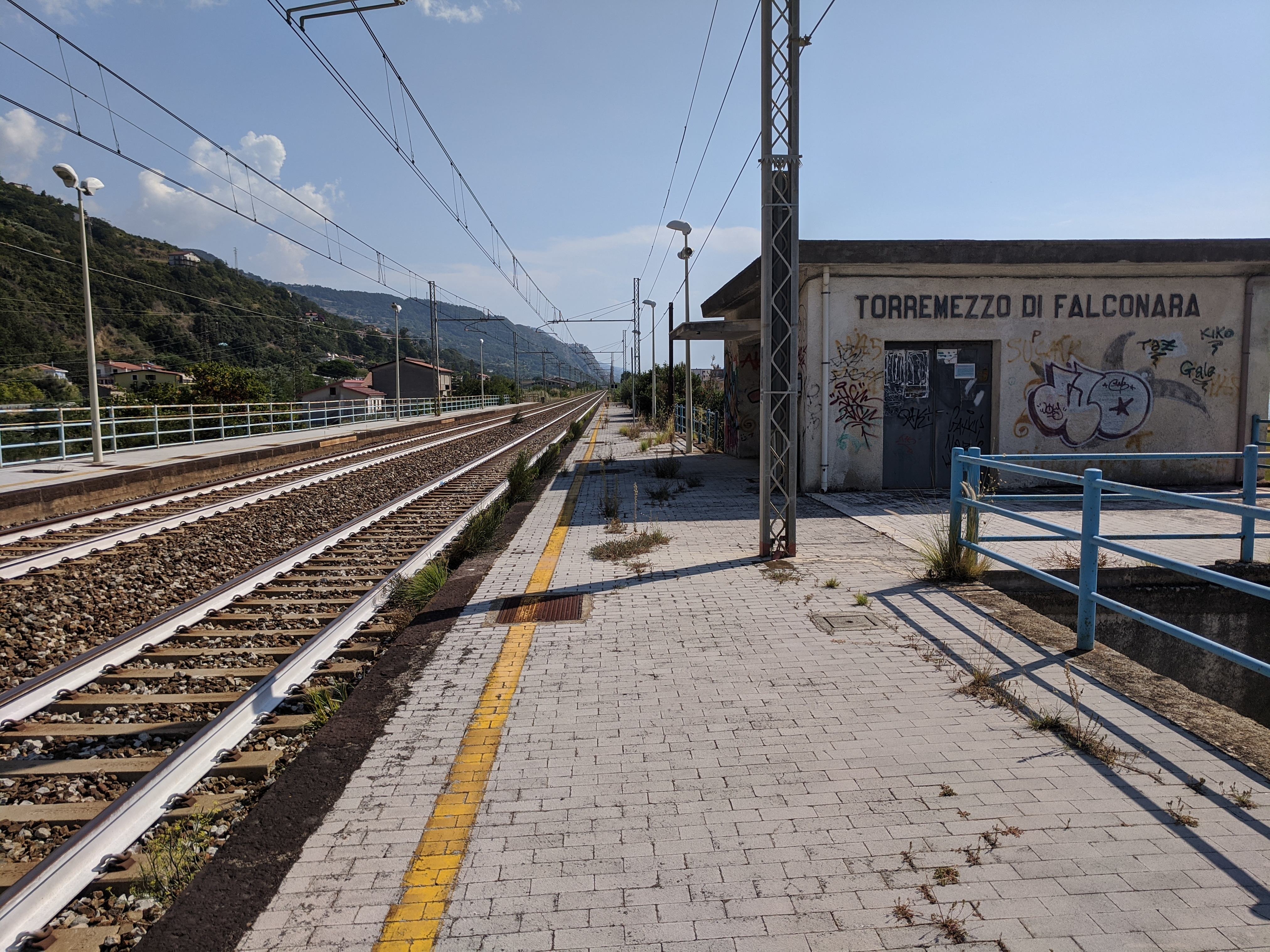
Vista binari